# Vesele, Velîka Lepetîha
Vesele (în ucraineană Веселе) este un sat în comuna Rubanivka din raionul Velîka Lepetîha, regiunea Herson, Ucraina.

## Demografie
Componența lingvistică a localității Vesele
     Ucraineană (98,67%)
     Rusă (1,33%)
Conform recensământului din 2001, majoritatea populației localității Vesele era vorbitoare de ucraineană (98,67%), existând în minoritate și vorbitori de rusă (1,33%).